# リベリア国民民主党
リベリア国民民主党（リベリアこくみんみんしゅとう、国家民主党、英語: National Democratic Party of Liberia、略称:NDPL）は、かつて存在したリベリアの政党。
1984年8月に、当時のサミュエル・ドウ大統領支持派によって結成された。1985年10月15日に行われた総選挙（Liberia elections, 1985）では、大統領候補としてドウを支持した。選挙は不正なものであり、ドウは50.93パーセントを得票して当選した。同時に行われた議会選挙で国民民主党は、上院（Senate）で23議席中21議席、下院（House of Representatives）で64議席中51議席をそれぞれ獲得した。1989年 第一次リベリア内戦が勃発する中、1990年ドウは処刑された。
国民民主党は、第一次内戦後の1997年総選挙（Liberia elections, 1997）に参加する。ドウ政権で閣僚を務めたジョージ・ボレィ（George Boley）を大統領候補に擁立して選挙戦を戦った。ボレィは落選し、議会に議席を得ることはできなかったものの国政復帰の契機となった。
第二次リベリア内戦の後、2005年10月11日に実施された総選挙では大統領候補にウィリアム・タブマン元大統領の孫でもあるウィンストン・タブマン（Winston Tubman）元法相を擁立し、9.2パーセントの票を得た。同日実施された議会選挙では上院2議席、下院1議席をそれぞれ得た。
2014年5月、政党登録を抹消された。